# Edward Stevens
Edward Glenister Stevens (San Luis, 15 de septiembre de 1932-Tucson, 9 de junio de 2013) fue un deportista estadounidense que compitió en remo.
Participó en los Juegos Olímpicos de Helsinki 1952, obteniendo una medalla de oro en la prueba de ocho con timonel. Tras de su victoria olímpica se graduó en la Academia Naval de los Estados Unidos.

## Palmarés internacional
| Juegos Olímpicos | Juegos Olímpicos     | Juegos Olímpicos | Juegos Olímpicos |
| Año              | Lugar                | Medalla          | Prueba           |
| ---------------- | -------------------- | ---------------- | ---------------- |
| 1952             | Helsinki (Finlandia) | Medalla de oro   | Ocho con timonel |